# Phyllogobius platycephalops
Phyllogobius platycephalops är en fiskart som först beskrevs av Smith, 1964.  Phyllogobius platycephalops ingår i släktet Phyllogobius och familjen smörbultsfiskar. Inga underarter finns listade i Catalogue of Life.